# Hyacinthe Thiandoum
Hyacinthe Thiandoum (Poponguine, 2 febbraio 1921 – Aix-en-Provence, 18 maggio 2004) è stato un cardinale e arcivescovo cattolico senegalese.

## Biografia
Nacque a Poponguine in Senegal il 2 febbraio 1921. Ordinato presbitero il 18 aprile 1949 dall'arcivescovo di Dakar Marcel-François Lefebvre, il 24 febbraio 1962 fu eletto arcivescovo di Dakar. Papa Paolo VI lo elevò al rango di cardinale nel concistoro del 24 maggio 1976. Dimessosi all'età di 79 anni nel 2000, morì il 18 maggio 2004 all'età di 83 anni. Il cardinale è sepolto nella cattedrale di Nostra Signora delle Vittorie, a Dakar.

## Genealogia episcopale e successione apostolica
La genealogia episcopale è:
- Cardinale Scipione Rebiba
- Cardinale Giulio Antonio Santori
- Cardinale Girolamo Bernerio, O.P.
- Arcivescovo Galeazzo Sanvitale
- Cardinale Ludovico Ludovisi
- Cardinale Luigi Caetani
- Cardinale Ulderico Carpegna
- Cardinale Paluzzo Paluzzi Altieri degli Albertoni
- Papa Benedetto XIII
- Papa Benedetto XIV
- Papa Clemente XIII
- Cardinale Marcantonio Colonna
- Cardinale Giacinto Sigismondo Gerdil, B.
- Cardinale Giulio Maria della Somaglia
- Cardinale Carlo Odescalchi, S.I.
- Vescovo Eugène de Mazenod, O.M.I.
- Cardinale Joseph Hippolyte Guibert, O.M.I.
- Cardinale François-Marie-Benjamin Richard
- Vescovo Marie-Prosper-Adolphe de Bonfils
- Cardinale Louis-Ernest Dubois
- Cardinale Pierre-Marie Gerlier
- Arcivescovo Émile André Jean-Marie Maury
- Cardinale Hyacinthe Thiandoum

La successione apostolica è:
- Arcivescovo Raymond-Marie Tchidimbo, C.S.Sp. (1962)
- Vescovo Augustin Sagna (1967)
- Vescovo François-Xavier Dione (1969)
- Vescovo Robert Marie Jean Victor de Boissonneaux de Chevigny, C.S.Sp. (1974)
- Cardinale Théodore-Adrien Sarr (1974)
- Vescovo Jacques Yandé Sarr (1987)
- Vescovo Georges Lagrange (1988)
- Vescovo Jean-Noël Diouf (1989)